# Белорусско-монгольские отношения
Белорусско-монгольские отношения — двусторонние дипломатические отношения между Белоруссией и Монголией, установленные в 1992 году. В 2010 году двусторонний товарооборот между Белоруссией и Монголией составил 15,2 млн долларов. В 2010 году экспорт Белоруссии в Монголию составил 15,2 млн долларов.

## История
В советский период взаимодействие между Белорусской ССР и Монголией проходило в рамках отношений между Монголией и СССР. По состоянию на 2019 год в Белоруссии действовало консульство Монголии, а в Монголии было посольство Белоруссии. В июне 2024 года А. Г. Лукашенко посетил Улан-Батор.

## Экономические отношения
В 2005 году двусторонний товарооборот между Белоруссией и Монголией составил 5,1 млн долларов. В 2010 году двусторонний товарооборот между Белоруссией и Монголией составил 15,2 млн долларов. В 2005 году экспорт Белоруссии в Монголию составил 5,1 млн долларов. В 2010 году экспорт Белоруссии в Монголию составил 15,2 млн долларов. С 2013 года начала работать Белорусско-монгольская комиссия по торгово-экономическому сотрудничеству. В 2015 году была создана Рабочая группа по сотрудничеству в сфере сельского хозяйства

## Послы Белоруссии в Монголии
- Дмитрий Горелик (по состоянию на январь 2024 года)[6].

## Послы Монголии в Белоруссии
- Б. Баярсайхан (по состоянию на 2022 год)[7].